# Emergency Squad
Emergency Squad is een Amerikaanse avonturenfilm uit 1940 onder regie van Edward Dmytryk.

## Verhaal
De journaliste Betty Bryant is verliefd op Dan Barton, lid van de noodbrigade in een grote stad. Die brigade is geoefend om hulp te bieden bij rampen. De gewetenloze tunnelbouwer Slade Wiley vindt dat hij te veel geld verliest met een bouwproject. Hij laat de crimineel Nick Buller ontploffingen veroorzaken om aandeelhouders af te schrikken. Zo wil hij hun aandelen kopen tegen een lage prijs.

## Rolverdeling
| Acteur          | Personage         |
| --------------- | ----------------- |
| William Henry   | Peter Barton      |
| Louise Campbell | Betty Bryant      |
| Richard Denning | Dan Barton        |
| Robert Paige    | Chester Miller    |
| Anthony Quinn   | Nick Buller       |
| John Miljan     | Slade Wiley       |
| John Marston    | Luitenant Murdock |
| Joseph Crehan   | H. Tyler Joyce    |